# William Cruikshank

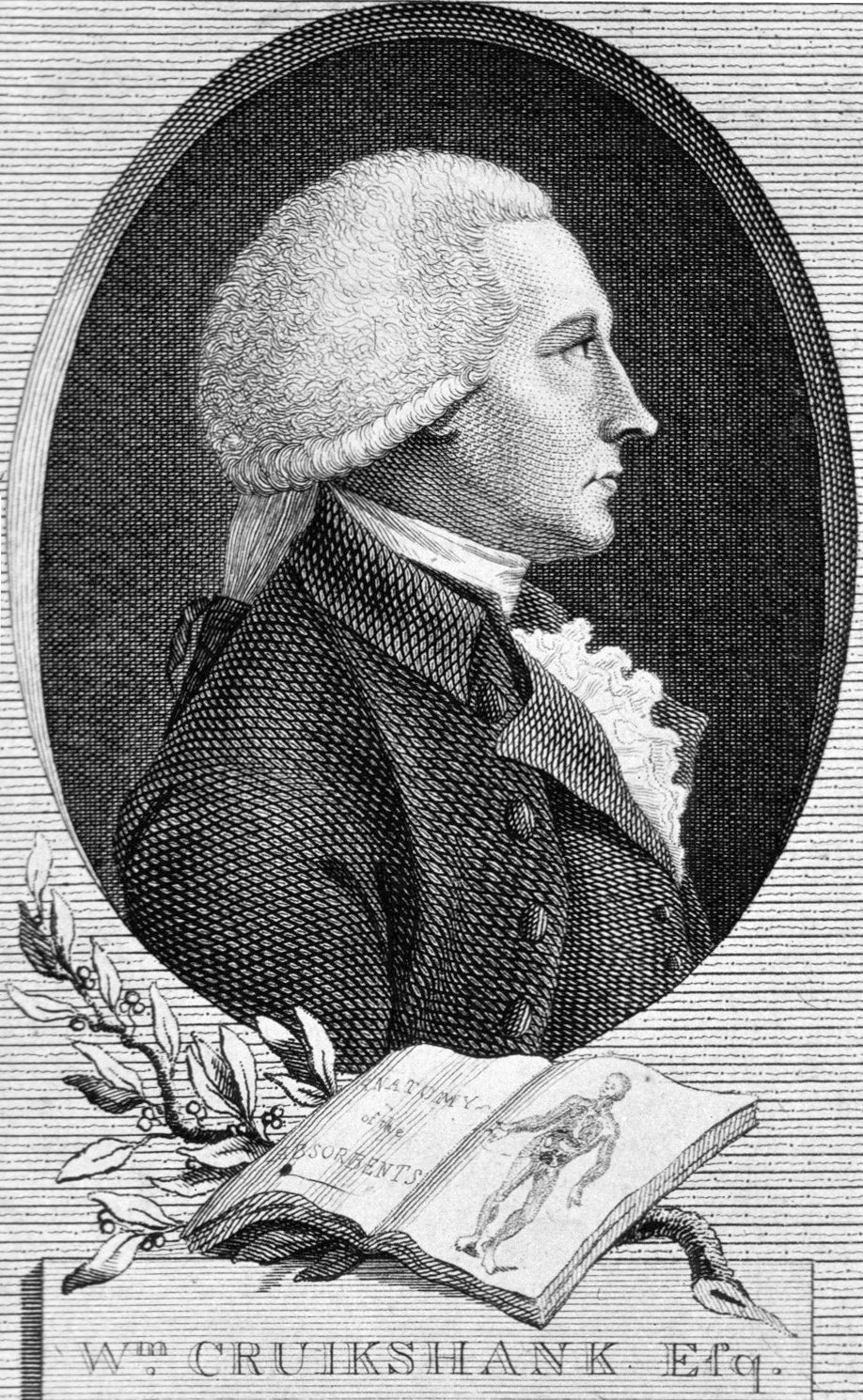
William Cruikshank

William Cumberland Cruikshank (Edinburgh, 1745 — Londen, 27 juni 1800) was een Schots chemicus, anatoom en schrijver van The Anatomy of the Absorbing Vessels of the Human Body.

## Ontdekkingen
In 1797 ontdekte hij de eigenschap van sommige soorten urine om in te dikken bij verhitting.
In 1800 bedacht hij de ontsmettingsmethode voor drinkwater, het chloreren. Tegenwoordig is het niet meer gebruikelijk om drinkwater te chloreren, maar wordt chloordioxide gebruikt omdat dit geen of minder schadelijke stoffen bevat en bovendien meerdere andere voordelige eigenschappen kent.
In hetzelfde jaar ontdekte hij dat koolmonoxide een verbinding is tussen koolstof en zuurstof.
Cruikshank was tevens de auteur van de eerste chemische beschrijvingen van het scheikundig element strontium (1787).
Verder schreef hij, zoals voornoemd, een boek over de bloedsomloop in het menselijk lichaam.
- Bibsys: 98051613
- Gemeinsame Normdatei: 116742305
- International Standard Name Identifier: 0000 0000 5535 9935
- Library of Congress Control Number: n86847182
- Nationale Bibliotheek van Tsjechië: nlk20000090847
- Nederlandse Thesaurus van Auteursnamen: 128465824
- Réseau des bibliothèques de Suisse occidentale: 02-A003145690
- SNAC: w6k39245
- Système universitaire de documentation: 081269889
- Virtual International Authority File: 72153215
- WorldCat: E39PBJc3Hp4DVFM4h4qMqqyfMP